# Nezpercella lewisi
Nezpercella lewisi är en plattmaskart. Nezpercella lewisi ingår i släktet Nezpercella och familjen Opecoelidae. Inga underarter finns listade i Catalogue of Life.